# Бела Ревес
Бела Ревес (мађ. Révész Béla, Reizmán, Reismann) био је мађарски фудбалер. Између 1909. и 1915. године за фудбалску репрезентацију Мађарске је одиграо укупно осам утакмица, од тога седам ФИФА−них и једну која се води као не ФИФА−ина утакмица. Данас се све оне од стране МФС воде као званичне утакмице. Све утакмице су биле пријатељског карактера. 
Рођен је као син Јожефа Рајсмана и Каролине Вајс. Супруга му је била Пирошка Шнајдер, 9 година млађа од њега, са којом се оженио 20. маја 1918. у Кебањи у Будимпешти.

## Играчка каријера

### Клубови
У периоду од 1904. до и 1916. наступао је у саставу престоничког МТК тима. Током овог периода, тим је постао 4 пута шампион Мађарске и 4 пута победник националног купа. У финалу Купа 1910. постигао је гол против БТЦ-а (3:1)..

### Репрезентација
Деби за репрезентацију Мађарске је имао 29. маја 1909. године на пријатељској утакмици против репрезентације Енглеске (2:4). Одиграо је укупно 8 мечева као део главног тима земље. Био је члан репрезентације Мађарске на Олимпијским играма 1912, али није изашао на терен.

## Тренер
Као тренер радио је са италијанским и мађарским тимовима. Највећи успех Ревеса као тренера била је титула шампиона са својим бившим играчким тимом, МТК-ом (до тада промењеним у „Хунгарија“) у мађарском првенству 1928/29.

## Достигнућа

### Играч
- Летње олимпијске игре
  - 5.: 1912. Стокхолм
- Првенство Мађарске
  - шампион: 1904, 1907/08., 1913/14, 1916/17.

### Тренер
- Првенство Мађарске
  - шампион: 1928/29.